# レバ・フィフィタ
レバ・フィフィタ（Leva Fifita、1989年7月29日 - ）は、ナシオナル、RCナルボンヌに所属するラグビーユニオン選手。

## プロフィール
- トンガ・ネイアフ出身。
- ポジションはロック(LO)。
- 身長 195cm、体重 115kg
- 弟のヴァエアもラグビー選手[1]。
- トンガ代表キャップは33(2025年1月現在）でラグビーワールドカップ2019のトンガ代表に選ばれた[2]。

## 略歴
大阪産業大学卒業後、ワイカト、イーストウッドを経て、2017年、FCグルノーブルに加入。
2021年、コナートに加入。
オヨナを経て、2024年、RCナルボンヌに加入。